# Parijs-Brussel 1989
De 69e editie van de wielerwedstrijd Parijs-Brussel (vanaf 2013; Brussels Cycling Classic) werd gehouden op woensdag 20 september 1989. De koers startte in de Franse plaats Senlis en finishte in de Belgische plaats Brussel. De Nederlander Jelle Nijdam won de massasprint.

## Uitslag
| Plaats  | Naam            | Ploeg                      | Tijd     |
| ------- | --------------- | -------------------------- | -------- |
| Winnaar | Jelle Nijdam    | Superconfex-Yoko-Opel      | 7u50'00" |
| 2       | Carlo Bomans    | Domex-Weinmann-Eddy Merckx | z.t.     |
| 3       | Marcel Wüst     | RMO-Mavic-Liberia          | z.t.     |
| 4       | Adriano Baffi   | Ceramiche Ariostea         | z.t.     |
| 5       | Johan Capiot    | TVM                        | z.t.     |
| 6       | Rolf Sørensen   | Ceramiche Ariostea         | z.t.     |
| 7       | Frank Hoste     | AD Renting-Coors Light     | z.t.     |
| 8       | Jaanus Kuum     | AD Renting-Coors Light     | z.t.     |
| 9       | Sean Kelly      | PDM                        | z.t.     |
| 10      | Frédéric Vichot | Helvetia-La Suisse         | z.t.     |

1893 · 
1894 - 1905 · 
1906 · 
1907 · 
1908 · 
1909 · 
1910 · 
1911 · 
1912 · 
1913 · 
1914 · 
1915 · 
1916 · 
1917 · 
1918 · 
1919 · 
1920 · 
1921 · 
1922 · 
1923 · 
1924 · 
1925 · 
1926 · 
1927 · 
1928 · 
1929 · 
1930 · 
1931 · 
1932 · 
1933 · 
1934 · 
1935 · 
1936 · 
1937 · 
1938 · 
1939 · 
1940 - 1945 · 
1946 · 
1947 · 
1948 · 
1949 · 
1950 · 
1951 · 
1952 · 
1953 · 
1954 · 
1955 · 
1956 · 
1957 · 
1958 · 
1959 · 
1960 · 
1961 · 
1962 · 
1963 · 
1964 · 
1965 · 
1966 · 
1967 - 1972 · 
1973 · 
1974 · 
1975 · 
1976 · 
1977 · 
1978 · 
1979 · 
1980 · 
1981 · 
1982 · 
1983 · 
1984 · 
1985 · 
1986 · 
1987 · 
1988 · 
1989 · 
1990 · 
1991 · 
1992 · 
1993 · 
1994 · 
1995 · 
1996 · 
1997 · 
1998 · 
1999 · 
2000 · 
2001 · 
2002 · 
2003 · 
2004 · 
2005 · 
2006 · 
2007 · 
2008 · 
2009 · 
2010 · 
2011 ·
2012 · 
2013 ·
2014 ·
2015 ·
2016 ·
2017 ·
2018 ·
2019 ·
2020 · 
2021 · 
2022 · 
2023 · 
2024 · 
2025